# 鵜多須町
鵜多須町（うたすちょう）は、愛知県愛西市の地名。

## 地理
旧八開村北部に位置する。東は上東川町・下東川町、西は川北町・藤ケ瀬町、南は二子町、北は稲沢市に接する。

## 歴史

### 人口の変遷
国勢調査による人口および世帯数の推移。
| 1995年（平成7年）  | 182世帯 769人 |  |
| 2000年（平成12年） | 182世帯 736人 |  |
| 2005年（平成17年） | 200世帯 766人 |  |
| 2010年（平成22年） | 214世帯 774人 |  |
| 2015年（平成27年） | 208世帯 711人 |  |
| 2020年（令和2年）  | 232世帯 715人 |  |

## 交通

### バス
- 愛西市巡回バス（2020年4月1日現在）[WEB 11]

|    | 停留所名   | ルート |
| -- | ---------- | ------ |
| 74 | 鵜多須町   | 八開   |
| 75 | 鵜多須町西 | 八開   |

### 道路
- 愛知県道128号給父清須線

## 施設
- 鵜多須代官所跡
- 薬師堂
- 宇太志神社
- 鵜多須町稲荷社
- 白山社
- 了慶寺
- 愛西市立開治小学校

### WEB
1. ↑  “愛知県愛西市の町丁・字一覧”.   人口統計ラボ. 2021年8月9日閲覧。
2. 1 2  総務省統計局 (2022年2月10日). “令和2年国勢調査の調査結果(e-Stat) - 男女別人口，外国人人口及び世帯数－町丁・字等” (CSV). 2023年8月2日閲覧。
3. ↑  “愛知県愛西市の郵便番号一覧”.   日本郵便. 2022年1月3日閲覧。
4. ↑  “市外局番の一覧” (PDF).   総務省 (2022年3月1日). 2022年3月22日閲覧。
5. ↑  “ナンバープレートについて”.   一般社団法人愛知県自動車会議所. 2024年1月21日閲覧。
6. ↑  総務省統計局 (2014年3月28日). “平成7年国勢調査の調査結果(e-Stat) - 男女別人口及び世帯数 －町丁・字等” (CSV). 2021年7月20日閲覧。
7. ↑  総務省統計局 (2014年5月30日). “平成12年国勢調査の調査結果(e-Stat) - 男女別人口及び世帯数 －町丁・字等” (CSV). 2021年7月20日閲覧。
8. ↑  総務省統計局 (2014年6月27日). “平成17年国勢調査の調査結果(e-Stat) - 男女別人口及び世帯数 －町丁・字等” (CSV). 2021年7月21日閲覧。
9. ↑  総務省統計局 (2012年1月20日). “平成22年国勢調査の調査結果(e-Stat) - 男女別人口及び世帯数 －町丁・字等” (CSV). 2021年7月21日閲覧。
10. ↑  総務省統計局 (2017年1月27日). “平成27年国勢調査の調査結果(e-Stat) - 男女別人口及び世帯数 －町丁・字等” (CSV). 2021年7月21日閲覧。
11. ↑  愛西市. “愛西市巡回バス”. 2024年4月9日閲覧。

### 書籍
1. 1 2  「角川日本地名大辞典」編纂委員会 1989, p. 1891.